# نبرد حلب (نوامبر–دسامبر ۲۰۱۶)
نبرد حلب (نوامبر–دسامبر ۲۰۱۶) یا عملیات بازپس‌گیری حلب که اسم رمز آن از سوی ارتش سوریه عملیات فجر پیروزی خوانده می‌شود، آفندی است از سوی نیروهای مسلح سوریه و گروه‌های هم پیمان به ویژه مدافعان حرم تحت حمایت سپاه پاسداران انقلاب اسلامی علیه بخش‌های تحت کنترل شورشیان در حلب. این عملیات پس از آن شروع شد که وقفه در حملات هوایی روسیه پایان یافت و نیروهای مسلح روسیه حمله با موشک‌های هوایی و کروز به شورشیان را در سرتاسر شمال غرب سوریه از سر گرفتند.
این عملیات به عنوان نقطه عطف بالقوه‌ای در جنگ شهری توصیف شده‌است.
برابر توافق صورت گرفته میان طرفین درگیر در ۲۳ آذرماه ۱۳۹۵، گروه‌های معارض مسلح در شرق حلب تسلیم شدند و اخراج این افراد از طریق انتقال آنها از طریق ده‌ها دستگاه اتوبوس سبز رنگ متعلق به دولت سوریه صورت می‌گیرد.

## دستاوردهای ارتش سوریه

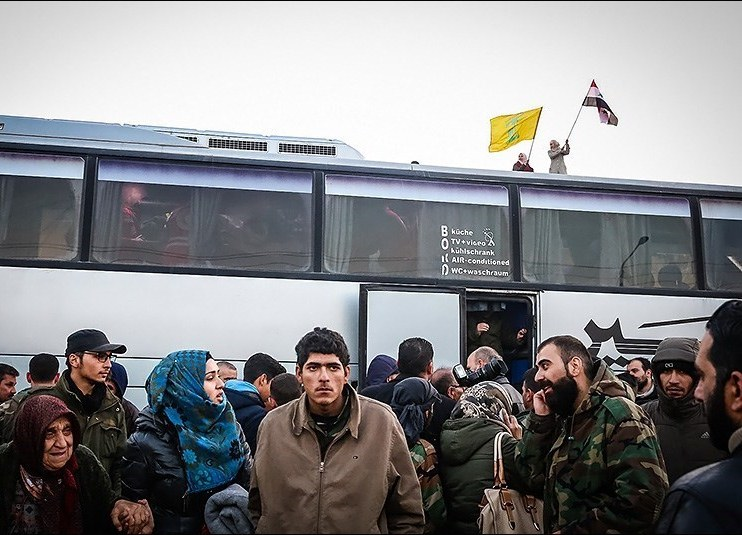
ورود مردم فوعه و کفریا به حلب پس از آزادسازی کامل این شهر

در جریان درگیری‌ها، بین نیروهای جبهه فتح شام با نیروهای دولتی سوریه در شهر حلب، فرمانده جیش حلب، مشهور به «ابوعبدالرحمان نور» زخمی شد. خبرگزاری اسپوتنیک در خصوص این عملیات نوشت: نیروهای ارتش سوریه در روز شنبه ۳ دسامبر ۲۰۱۶ میلادی، کنترل محله «طریق الباب» در شرق حلب را به دست گرفتند و عملیات نظامی برای بازپس‌گیری بقیه مناطق شهر حلب از چنگ تروریست‌ها همچنان ادامه دارد.
تا روز ششم دسامبر ۲۰۱۶ میلادی و در جریان ادامه عملیات ارتش سوریه، ۵۸ درصد از کل مناطقی که گروه‌های مسلح معارض و پیکارجویان در بخش شرقی شهر حلب اشغال کرده بودند، به تصرف نیروهای ارتش سوریه درآمد.
در ۱۴ دسامبر ۲۰۱۶ میلادی، خبرگزاری اسپوتنیک از تصرف کامل شهر حلب توسط ارتش سوریه خبر داد. به دنبال پیروزی ارتش سوریه در حلب، لیندسی گراهام از اعضای سرشناس حزب جمهوری‌خواه در مجلس سنای آمریکا، در صفحه توئیتر خود در این باره نوشت: پیروزی «بشار اسد» در حلب کابوس آمریکاست.
ابوالفضل حسن‌بیگی نماینده مردم دامغان در مجلس شورای اسلامی معتقد است: در روزهای پایانی جنگ در حلب، تعداد زیادی از افسران امنیتی وابسته به آمریکا، اسرائیل، عربستان، ترکیه و قطر، به دام نیروهای مقاومت افتادند که فشار برخی از کشورهای حامی گروه‌های مسلح مانع از دستگیری آنها شد.

## دستاوردهای مخالفان بشار اسد
مخالفان در شرق حلب به یک بیمارستان صحرایی حمله کردند. در جریان این حمله، یک پزشک روس کشته شد و دو پزشک دیگر به همراه تعداد بسیاری از مردم محلی زخمی شدند. به دنبال این رویدادها، «دیمیتری پسکوف» سخنگوی کاخ کرملین در روز سه‌شنبه ۱۶ آذر ۱۳۹۵ اعلام کرد: «این مسئله که نشانه‌گیری بسیار دقیق بوده تأیید می‌کند که گروه‌های مسلح تروریستی که به این بیمارستان حمله کرده‌اند، مختصات دقیق جغرافیایی بیمارستان را در اختیار داشته‌اند».
پس از شکست گروه‌های معارض در حلب، داعش به شهر پالمیرا حمله کرد.

## ساخت تصاویر جعلی
با پیشروی ارتش سوریه در حلب، گروه‌های مخالف دولت اقدام به ساخت فیلم دروغین در کشور مصر کردند. راشاتودی با انتشار اخباری از تولید این صحنه‌های دروغین در کشور مصر خبر داد. به دنبال انتشار این خبر، وزارت کشور مصر نیز اعلام کرد: پنج نفر به اتهام به‌کارگیری کودکان در ساخت تصاویر جعلی دربارهٔ حملات هوایی در حلب سوریه در بندر پورت‌سعید واقع در شمال شرق مصر دستگیرشده‌اند. این وزارتخانه با انتشار این بیانیه، اعلام کرد: فیلم‌ساز، دستیاران وی و پدر و مادر دو کودکی که در این تصاویر جعلی از آن‌ها استفاده شده بود، بازداشت‌شده‌اند.

## قطع آب آشامیدنی شهروندان سوری توسط گروه‌های مسلح
در دی ماه ۱۳۹۵ گروه‌های مسلح مخالف دولت در شهرهای دمشق و حلب علاوه بر تخریب خطوط اصلی آب رسانی، آن را به وسیله ماده مازوت آلوده کردند که منجر به غیرقابل استفاده شدن این خطوط آب رسانی گردید.